# Лісняк Інна Миколаївна
Інна Миколаївна Лісняк (26 травня 1978, м. Дніпропетровськ) — бандуристка, дослідниця кобзарства, бандурного мистецтва, виконавець, педагог. Канд. мистецтвознавства (2017), член НСКобУ.,  Лауреат III міжнародного конкурсу виконавців на українських народних інструментах ім. Г Хоткевича (Харків, 2004. II премія, номінація бандурист-інструменталіст). 

## Життєпис
У 1988–1995 — навчалася у ДМШ № 10 по кл. бандури (викл. Корчевська Р. Й.). В 1995–1998 — навчалася у Дніпропетровському державному музичному училищі ім. М. Глінки по класу бандури (викл. з. пр. культури Овчарова С. В.). У 1998–2003 — навчалася у Донецькій державній музичній академії ім. С. С. Прокоф'єва по класу бандури (викл. Симонова О. М.), здобула кваліфікацію магістра мистецтвознавця. В 2005–2008 — навчалася. в аспірантурі Київського національного університету культури і мистецтв.
З 2008 працює в ІМФЕ ім. М. Т. Рильського НАН України у відділі музикознавства на посаді мистецтвознавця. Протягом 1999–2006 — викладач по класу бандури та вокалу ДМШ м. Донецька (1999–2003, ДМШ № 6) та м. Києва (2003–2006, ДМШ № 15, 28). Створила дитячий ансамбль бандуристів «Веселе коло», який посів II місце на VI відкритому обласному фестивалі «Дзвени бандуро» (Дніпропетровськ, 2002). Перша виконавиця творів сучасних українських композиторів: О. Рудянського, В. Павліковського, М. Лебедь. Виступала із сольними концертами та у складі різних ансамблів в Україні, Фінляндії, Німеччині. У рамках всеукраїнського фестивалю ім. М. Лисенка «Дзвени, бандуро» провела майстер-клас (Ялта, 2009).

## Твори
- Академічне бандурне мистецтво кінця ХХ – початку XXI ст. як відображення провідних тенденцій розвитку сучасної української музичної культури: дисс. канд. мистецтвозн.: 17.00.03. "Музичне мистецтво"- Київ, 2017.- 249 с.
- Функції бандури у камерних ансамблях мішаного складу (культурознавчий аспект) // Наукові записки Тернопільського Нац. пед. унів. ім. В. Гнатюка та Нац. муз. академії Укр. ім. П. Чайковського. — № 1(16). — 2006. — С. 49-55. — (Серія: Мистецтвознавство);
- Етапи розвитку бандурного мистецтва // Вісник КНУКіМ: [Зб. наук. праць Київського національного університету культури и мистецтв]. — К., 2006. — Вип. 14. — С. 38-44. — (Серія: Мистецтвознавство);
- Лісняк І. Становлення академізму у бандурному мистецтві XX століття // Сучасні проблеми художньої освіти в Україні. Еволюційні процеси у музичному мистецтві: від минулого до майбутнього [Зб. наук. праць / упор. Б. Чернуха] / Акад. мист-в України, Ін-т проблем суч. мист-ва АМУ. — К.: Муз. Україна, 2006. — Вип. I. — С. 142–150;
- Репрезентування бандурного мистецтва в умовах сучасної культурологічної ситуації (на прикладі творчості О. Герасименко та Р. Гриньківа) // Музичне мистецтво: [Зб. наук. праць / ред. упор. Т. Тукова, О. Скрипник]. — Донецьк: Юго-Восток, 2007. — Вип. 7. — С. 40-51;
- Особливості репертуару бандуристів 50-80-х рр. XX ст. (дискурс-аналіз) // Актуальні проблеми історії, теорії та практики художньої культури: [Зб. наук. праць]. — Міленіум, 2007. — Вип. XIX. — С.204-211;
- Культурологічні аспекти вивчення бандурного виконавства XV–XX ст. // Вісник КНУКіМ: [Зб. наук. праць Київського національного університету культури і мистецтв.]. — Вип. 16. — К., 2008. — С.107-114. — (Серія: Мистецтвознавство);
- Сучасний вимір бандурного мистецтва: Орієнтири ансамблевої творчості // Музична україністика: сучасний вимір: [Зб. наук. ст. на пошану А. Терещенко / ред. упо-ряд. М. Ржевська] — Київ-Івано-Франківськ: Видавець Третяк І. Я., 2008. — Вип. 2. — С.329-335;
- Трансформації виконавської творчості кобзарів-бандуристів на межі XIX–XX століття // Українське мистецтвознавство: матеріали, дослідження, рецензії [Зб. наук. праць / голов. ред. Г. Скрипник]. — К., 2009. — Вип. 7. — С.131-135;
- Характерні особливості розвитку українського бандурного виконав-ства в контексті музично-культурних процесів 1920-х — початку 1930-х рр. // Музична україністика: сучасний вимір: [Зб. наук. ст. на пошану Б. Фільц / ред. упоряд. В. Кузик]. — К.: ІМФЕ ім. М. Т. Рильського НАН України, 2010. — Вип. 5. — С. 232–241;
- Вимогливо й патріотично! (рецензія на диск Галини Менкуш «Струни серця мого»)//УМГ. — 2010. — № 2 (76). — квіт.-черв. — С.7;
- «Дзвени, бандуро!» (До 50-річчя з дня народження Світлани Овчарової) / УМГ. — 2010. — № 3 (77). — лип.-верес. — С.7.Літ.: Ломко О. Концерти — дітям // Світлиця. — 2003. — № 10. — 14 лют.;
- Абрамова Т. И снова в гости к нам… // Росток по-русски. — 2007. — № 57. — с. 10;
- Iung. Musiker aus Kiev zu Gast // Neueste Nachrichten. — 2005. — № 294/53. — 17- 18 dezember. — S. 19.

## Дискографія
CD — Лісняк І. Кришталева мить. — студія РЕМА. — 2006.